# İshak Sağlam
İshak Sağlam (* 1966 in Kozluk) ist ein türkischer Politiker und Anwalt kurdischer Herkunft.

## Biografie
Sağlam absolvierte 1992 die Dicle-Universität. In den 2000er Jahren verteidigte er Mitglieder der kurdischen Hizbullah, wurde jedoch auch zu sechs Jahren Haft verurteilt, weil er Mitglied dieser Organisation war. Am 7. Oktober 2018 wurde Sağlam auf dem dritten Parteitag der Hür Dava Partisi zum Vorsitzenden gewählt. Die Hür Dava Partisi gilt als legale Nachfolgeorganisation der gewalttätigen kurdischen Hizbullah.
Während seiner Amtszeit besuchte er im April 2019 die Autonome Region Kurdistan und traf sich mit Masud Barzani, dem Vorsitzenden der Demokratischen Partei Kurdistans. Seine Amtszeit als Vorsitzender endete am 6. Juni 2021, als Zekeriya Yapıcıoğlu sein Nachfolger wurde.  Anschließend übernahm Sağlam die Rolle des stellvertretenden Vorsitzenden und Leiters für Menschenrechte und Rechtsangelegenheiten der Partei.